# Marta Carro (Beachvolleyballspielerin)
Marta Carro Márquez de Acuña (* 27. Juni 2006 in Boadilla del Monte) ist eine spanische Beachvolleyballspielerin.

## Karriere

### Karriere Jugend und Junioren
2021 und im folgenden Jahr fuhr die in einem Vorort der Hauptstadt geborene Sportlerin noch zweigleisig. In der Halle war sie als Außenangreiferin für die Jugendnationalmannschaft aktiv. Größter Erfolg war die Bronzemedaille bei der Western European Volleyball Zonal Association (WEVZA)-Meisterschaft der unter Siebzehnjährigen 2022. Im Sand hatte sie eine Spielzeit zuvor mit Adriana Serrano die Vorrunde bei der U18-EM überstanden und 2022 das Achtelfinale erreicht. Ein Jahr später wurde sie in Madrid mit Sofía Izuzquiza Europameisterin nach dem Sieg im Endspiel über die Tochter von Nik Berger und deren Partnerin Lilli Hohenauer. Bei den Welttitelkämpfen lief es zunächst nicht so gut. 2022 bei der U19 wurden Elba Páezn und Carro 37., eine Saison später reichte es für die beiden bei der U21 nur zum 45. Platz. Besser lief es für Letztere bei den kontinentalen Titelkämpfen 2024. Je ein geteilter fünfter Rang bei der U22 mit Serano und bei der U20 mit Izuzquiza waren die Resultate. Mit dieser Partnerin gelang dann einen Monat später auch der größte Erfolg bei der Weltmeisterschaft. In der U19-Veranstaltung in Shangluo erkämpfte sich das Duo die Endspielteilnahme und wurde mit der Silbermedaille belohnt.

### Karriere Erwachsene
Neben den internationalen Jugendmeisterschaften nahm Marta Carro mit ihren verschiedenen Partnerinnen zunächst nur an nationalen Turnieren teil. 2023 trat sie zum ersten Mal bei einem Futures der FIVB an. In Madrid schafften sie und Adriana Serrano es jedoch nur in die zweite Runde der Vorausscheidung. Ein Jahr später probierten es die beiden noch einmal am selben Ort. Diesmal war für sie jedoch schon direkt nach der ersten Begegnung der Wettbewerb beendet. In Castellon bei der gleichartigen Veranstaltung blieb Nazaret Florian und Carro die Qualifikation erspart. Die Gruppenphase überstanden sie ungeschlagen, sodass sie sofort ins Achtelfinale einzogen und den geteilten neunten Platz belegten.
Im Mai 2025 wurde die erst Achtzehnjährige in die Nationalmannschaft berufen. An der Seite von Sofía González bestritt sie als Spanien 1 gemeinsam mit ihren früheren Partnerinnen Florian und Serano, die als Team 2 antraten, die Vorrunde des CEV Nations Cup in der Landeshauptstadt Spaniens. Das Spitzenduo des Gastgebers war mit seinen zwei Siegen in zwei Begegnungen entscheidend an der Qualifikation für die Endrunde beteiligt. In der Folgezeit wurde der geteilte neunte Rang das Standardergebnis bei Futures für Marta Carro. Sowohl in Madrid und Sweti Wlas mit González als auch in Krakau und Genf mit Ana Vergara war die erste Hauptrunde die Endstation für die spanischen Beachpaare. Erst beim vorerst letzten Turnier (Stand: Ende Juli 2025) konnte das Duo, das schon in Polen und der Schweiz gemeinsam angetreten war, die Serie stoppen. In Montpellier erreichten Carro und Vergara mit etwas Glück als Lucky Loser den Hauptwettbewerb und bezwangen nach dem dritten Platz im Pool die Niederländerinnen Mexime van Driel und Kirsten Bröring in der Runde der Zwölf. Der geteilte fünfte Platz war somit das beste Resultat bis zu diesem Zeitpunkt für Marta Carro bei einem Event der internationalen Beachserie.

## Privates
Die fünffache spanische Meisterin María Belén Carro ist die ältere Schwester der Athletin. Die studiert inzwischen an der Stetson University und gehört wie die Polin Julia Radelczuk als Freshman zum Kader der Hatters.